# Manchon de protection en viticulture

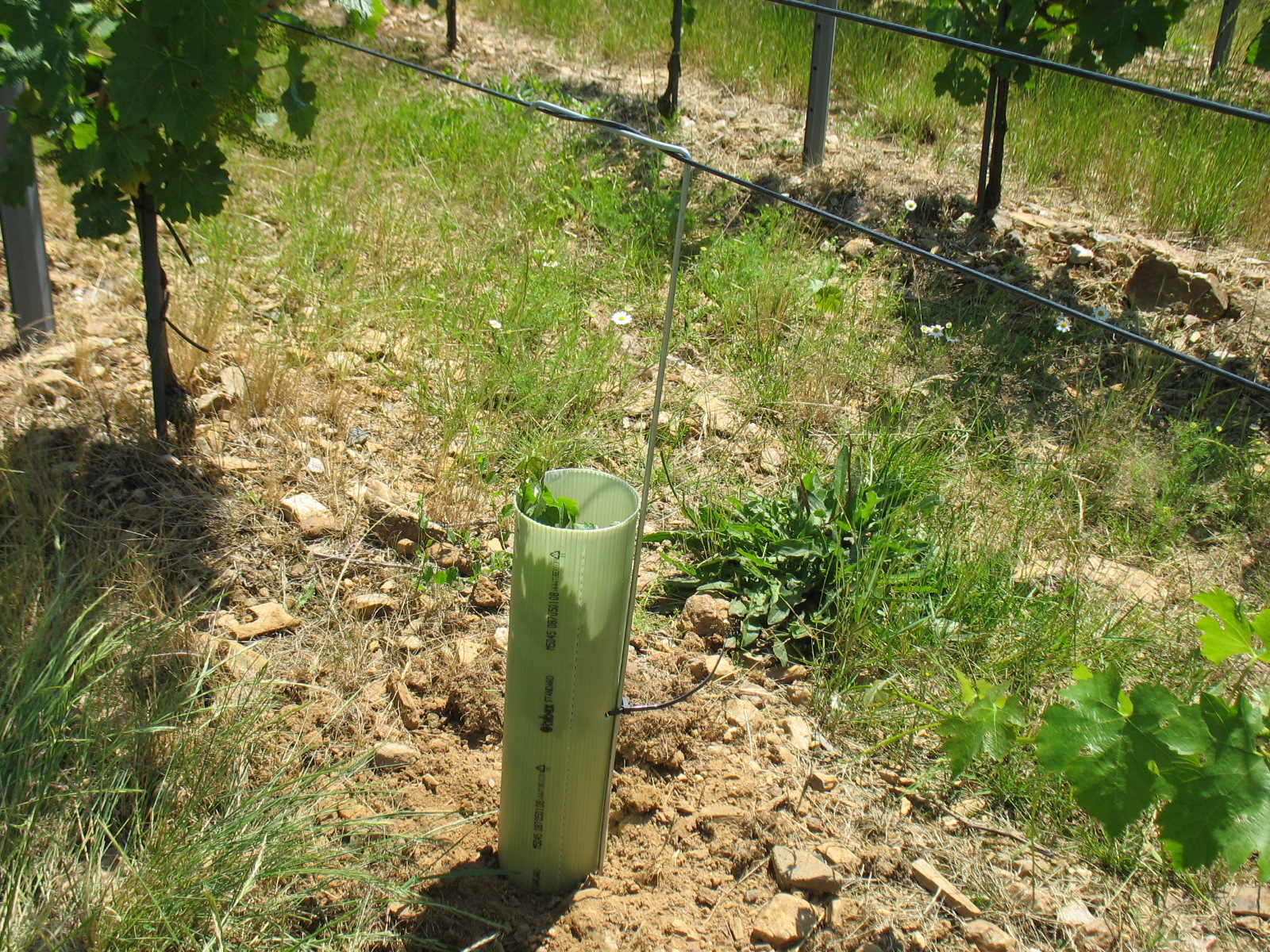
Manchon de protection vigne plastique.

Les manchons de protections sont des éléments indirectement liés à la réalisation du palissage. Ils ont des rôles différents selon les situations. Leur choix doit dépendre de plusieurs critères, le type de protection souhaité, la résistance, le coût, et l'impact environnemental.

## Rôle
Protéger les jeunes plants contre les agressions physiques (animaux déprédateurs, outils de travail du sol, etc.) ou chimiques (herbicides à absorption foliaire non sélectifs).
Ils sont surtout utilisés en début d'année lors des plantations.

## Matériaux
Ils sont souvent réalisés en matières plastiques, mais il existe divers modèles, au caractère biodégradable, en papier, en carton, ou en amidon de maïs, leur résistance est moindre mais ils présentent un caractère environnemental non négligeable. 

## Dimensionnement
Ils doivent être adaptés aux types de risques encourus par le plant. Ainsi la protection sera obligatoirement étanche si l’on souhaite le protéger des désherbants. Pour être efficace, la hauteur minimale devra toujours être de 40 cm. Certaines protections peuvent avoir des effets positifs sur la croissance du plant, d’autres des effets dépressifs.